# Chaetonotida
Chaetonotida é uma ordem de vermes do filo Gastrotricha.

## Classificação
Ordem Chaetonotida Remane, 1924
- Subordem Multitubulatina d’Hondt, 1971
  - Família Neodasyidae Remane, 1929
- Subordem Paucitubulatina d’Hondt, 1971
  - Família Chaetonotidae Gosse, 1864
  - Família Dasydytidae Daday, 1905 
  - Família Dichaeturidae Remane, 1927
  - Família Neogosseidae Remane, 1927
  - Família Proichthydidae Remane, 1927
  - Família Xenotrhichulidae Remane, 1927